# Fehler (Lied)
Fehler ist ein Lied des deutschen Popsängers Mike Singer aus dem Jahr 2022, in Zusammenarbeit mit dem deutschen Rapper Monet192.

## Entstehung und Veröffentlichung
Geschrieben wurde das Lied vom Gastmusiker Monet192 (Karim Russo), zusammen mit den Maximilian Grimmer (Maxe), Wilfried Tamba und Marco Tscheschlok (Takt32). Alle Autoren waren dabei sowohl für die Musik als auch für den Text verantwortlich. Maxe zeichnete darüber hinaus auch für die Produktion verantwortlich.
Die Erstveröffentlichung von Fehler erfolgte als Single am 4. März 2022 bei A Better Now Records. Diese erschien als digitaler Einzeltrack zum Download und Streaming. Am 14. April 2022 erschien das Lied als Teil von Singers sechsten Studioalbum Emotions (Katalognummer: 060243888668), dessen sechste Singleauskopplung es ist.

## Inhalt
Der Liedtext handelt von einem männlichen lyrischen Ich, dass für sein Gegenüber alles sein würde, sogar der „allergrößte Fehler“.

„Du musst dir nicht sicher sein.

Ich bedeute Stress und ja, ich seh' das.

Doch für dich würd ich alles sein.

Auch dein allergrößter Fehler.

Bin dein bester Trip oder der dich fickt.

Was auch immer du grad willst, ist doch scheißegal.

Doch für dich würd ich alles sein.

Auch dein allergrößter Fehler.“

## Musikvideo
Das Musikvideo zu Fehler entstand unter der Regie von Maximilian Somogyi und zählte bis Oktober 2024 über 800 Tausend Aufrufe auf der Videoplattform YouTube.

## Chartplatzierungen
| ChartsChartplatzierungen | Höchstplatzierung | Wochen |
| ------------------------ | ----------------- | ------ |
| Deutschland (GfK)        | 75 (1 Wo.)        | 1      |